# Фосфид празеодима
Фосфид празеодима — бинарное неорганическое соединение 
металла празеодима и фосфора
с формулой PrP,
кристаллы.

## Получение
- Нагревание металлического празеодима и фосфора в присутствии паров иода[1]:

{\displaystyle {\mathsf {Pr+P\ {\xrightarrow {800-1000^{o}C,I_{2}}}\ PrP}}}

## Физические свойства
Фосфид празеодима образует кристаллы 
кубической сингонии,
пространственная группа F m3m,
параметры ячейки a = 0,5872 нм, Z = 4,
структура типа хлорида натрия NaCl.
Соединение конгруэнтно плавится при температуре 3120°C.